# Диккель (община)
Диккель (нем. Dickel) — община в Германии, в земле Нижняя Саксония.
Входит в состав района Дипхольц. Подчиняется управлению Реден. Население составляет 498 человек (на 31 декабря 2010 года). Занимает площадь 16,96 км².
| Год  | Население |
| ---- | --------- |
| 1990 | 533       |
| 1995 | 584       |
| 2000 | 540       |
| 2005 | 532       |
| 2010 | 508       |